# Stazione di Capodistria
La stazione di Capodistria (ufficialmente in sloveno Železniška postaja Koper/Capodistria) è una stazione ferroviaria capolinea della linea Bresenza-Capodistria; serve l'omonimo centro abitato.

## Storia
La stazione vecchia di Capodistria, adesso stazione di Capodistria Smistamento, fu attivata nel 1967, all'apertura dell'intera linea dalle Ferrovie Jugoslave.
Dal 1991 appartiene alla rete slovena (Slovenske železnice).